# لياندرو سوتو
لياندرو سوتو هو رسام كوبي، ولد في 1 مارس 1956 في سينفويغوس في كوبا.